# Немчинов, Павел Павлович
Па́вел Па́влович Немчи́нов (1879 — 1948) — капитан корпуса военных топографов, герой Первой мировой войны, участник Белого движения.

## Биография
Из мещан, уроженец Санкт-Петербурга. Образование получил в Вышневолоцком училище кондукторов путей сообщения.
По окончании Военно-топографического училища в 1903 году был произведен в подпоручики и прикомандирован к лейб-гвардии Егерскому полку. В 1904 году был командирован на съемку Юго-Западного пограничного пространства, в 1905 году — на съемку Гродненской губернии. В том же году был командирован в распоряжение Главнокомандующего войсками на Дальнем Востоке и назначен на 1-ю Маньчжурскую съемку. Произведен в поручики 6 декабря 1906 года. С 12 апреля 1907 года был назначен производителем топографических работ при военно-топографическом отделе Туркестанского военного округа. Произведен в штабс-капитаны 6 декабря 1909 года, в капитаны — 6 декабря 1913 года. С 5 марта 1914 года состоял кандидатом на должность начальника съемочного отделения.
С началом Первой мировой войны был прикомандирован к 190-му пехотному Очаковскому полку. Пожалован Георгиевским оружием
За то, что в бою 10 декабря 1914 года у д. Ханкловки, будучи начальником боевого участка, несмотря на сильный огонь легкой и тяжелой артиллерии, стойко удерживал за собой д. Ханкловку, чем способствовал взятию позиции противника соседними войсками.
Удостоен ордена Святого Георгия 4-й степени
За то, что 23 апреля 1915 года, находясь с вверенным ему батальоном в составе 192-го пехотного Рымникского полка, который прикрывал начавшийся отход частей дивизии с фронта, до ее полного окружения превосходными силами противника, своей распорядительностью и примером мужества и храбрости, способствовал упорнейшему сопротивлению громадного и стремительного натиска противника и, свято исполняя свой долг, столь доблестно выдерживал неоднократные атаки противника, что из состава всего батальона, после прорыва сквозь груды противника, к полку присоединилось только 4 человека нижних чина, ни одного офицера.
В бою 23 апреля 1915 года был взят в плен. В Гражданскую войну полковник Немчинов участвовал в Белом движении на Юге России. С 3 августа 1919 года состоял младшим составителем карт военно-топографической части отдела Генерального штаба ВСЮР. В Русской армии служил в корпусе военных топографов до эвакуации Крыма. Галлиполиец.
С 1921 года служил в военно-географическом институте в Белграде. Осенью 1925 года — в прикомандировании к Корниловскому полку в Болгарии. В годы Второй мировой войны служил в Русском корпусе, сформированном в Югославии. В 1943 году — преподаватель военно-училищных курсов.
Скоропостижно скончался 16 июля 1948 года в лагере Келлерберг.

## Награды
- Орден Святого Станислава 3-й ст. с мечами и бантом (ВП 5.05.1906)
- Орден Святой Анны 4-й ст. с надписью «за храбрость» (ВП 21.10.1906)
- Орден Святой Анны 3-й ст. (1909)
- Орден Святого Станислава 2-й ст. (ВП 30.07.1911)
- Орден Святой Анны 2-й ст. (ВП 6.12.1914)
- Георгиевское оружие (ВП 10.11.1915)
- Орден Святого Георгия 4-й ст. (ВП 13.01.1916)